# Вишневський Дмитро Костянтинович
Дмитро Костянтинович Вишневський (1905, місто Вірний, тепер Алмати, Казахстан — 1969) — радянський діяч органів держбезпеки, міністр державної безпеки та внутрішніх справ Таджицької РСР, полковник. Депутат Верховної ради СРСР 3—4-го скликань.

## Біографія
Народився в родині слюсаря. У квітні 1920 — червні 1921 року — учень збройової майстерні в місті Термезі Ширабадської області Бухарської республіки. У червні 1921 — жовтні 1922 року — завідувач читальні та бібліотеки 36-ї прикордонної бригади ВЧК у місті Термезі. З жовтня 1922 до вересня 1923  — учень моториста радіостанції в місті Термезі.
У вересні 1923 — травні 1924 року — оперативний комісар прикордонного особливого віділу ДПУ в місті Сари-Комар Таджицької АРСР. У травні 1924 — липні 1926 року — помічник уповноваженого контррозвідувального відділу та інформаційного відділу Сурхандар'їнського окружного відділу ДПУ в місті Ширабад Узбецької РСР. У серпні 1926 — лютому 1928 року — помічник уповноваженого і уповноважений Байсунського районного апарату ДПУ Сурхандар'їнського округу Узбецької РСР.
Член ВКП(б) з листопада 1926 до 8 жовтня 1958 року.
У лютому 1928 — грудні 1929 року — уповноважений східного відділу Сурхандар'їнського окружного відділу ДПУ в місті Термезі Узбецької РСР. У грудні 1929 — березні 1930 року — уповноважений Андижанського окружного відділу ДПУ Узбецької РСР. У березні — жовтні 1930 року — уповноважений Наманганського районного апарату ДПУ Узбецької РСР. У жовтні 1930 — червні 1931 року — старший уповноважений Андижанського міськрайонного відділу ДПУ Узбецької РСР.
У червні 1931 — квітні 1932 року — начальник Папського районного відділу ДПУ Узбецької РСР. У квітні 1932 — лютому 1935 року — начальник секретно-політичного відділу Кокандського оперативного сектора ДПУ-НКВС Узбецької РСР. У лютому — листопаді 1935 року — помічник начальника Кокандського оперативного сектора НКВС Узбецької РСР. У листопаді 1935 — травні 1936 року — начальник 6-го відділення секретно-політичного відділу УДБ НКВС Узбецької РСР. У травні 1936 — травні 1937 року — помічник начальника Бухарського оперативного сектора НКВС Узбецької РСР. У травні 1937 — квітні 1938 року — начальник 4-го відділення 4-го відділу УДБ НКВС Узбецької РСР.
У квітні 1938 — червні 1940 року — начальник Андижанського міського відділу НКВС Узбецької РСР. У червні 1940 — березні 1941 року — заступник начальника УНКВС по Ферганській області Узбецької РСР. У березні 1941 року відсторонений від роботи.
У червні 1941 року відкомандирований в УНКДБ по Новосибірській області. У серпні 1942 — лютому 1943 року — начальник секретно-політичного відділу УНКВС по Новосибірській області. У лютому — травні 1943 року — начальник секретно-політичного відділу УНКВС по Кемеровській області. У липні 1943 — серпні 1945 року — начальник 2-го відділу УНКДБ по Кемеровській області.
6 серпня 1945 — 9 квітня 1948 року — заступник народного комісара (міністра) державної безпеки Таджицької РСР.
9 квітня 1948 — 16 березня 1953 року — міністр державної безпеки Таджицької РСР.
У 1950 році закінчив заочне відділення Московського юридичного інституту в місті Сталінабаді (Душанбе).
16 березня 1953 — 14 квітня 1954 року — міністр внутрішніх справ Таджицької РСР.
14 квітня 1954 — 22 лютого 1955 року — начальник Управління КДБ при Раді міністрів СРСР по Воронезькій області.
23 травня 1956 року звільнений з КДБ СРСР «за службовою невідповідністю».
На 1966 рік — юрисконсульт Кримської вузлової контори транспортно-експедиційних агенцій в місті Сімферополі.
Помер у 1969 році.

## Звання
- старший лейтенант державної безпеки (23.02.1936)
- капітан державної безпеки (23.08.1939)
- підполковник державної безпеки (11.02.1943)
- полковник державної безпеки (25.11.1943)

## Нагороди
- два ордени Леніна (21.05.1947, 17.12.1949)
- орден Червоного Прапора (3.11.1944)
- орден Трудового Червоного Прапора (29.10.1949)
- орден Червоної Зірки (20.09.1943)
- два ордени «Знак Пошани» (24.02.1948)
- дві медалі
- знак «Почесний працівник ВНК-ДПУ (XV)» (9.05.1938)